# Mestiço

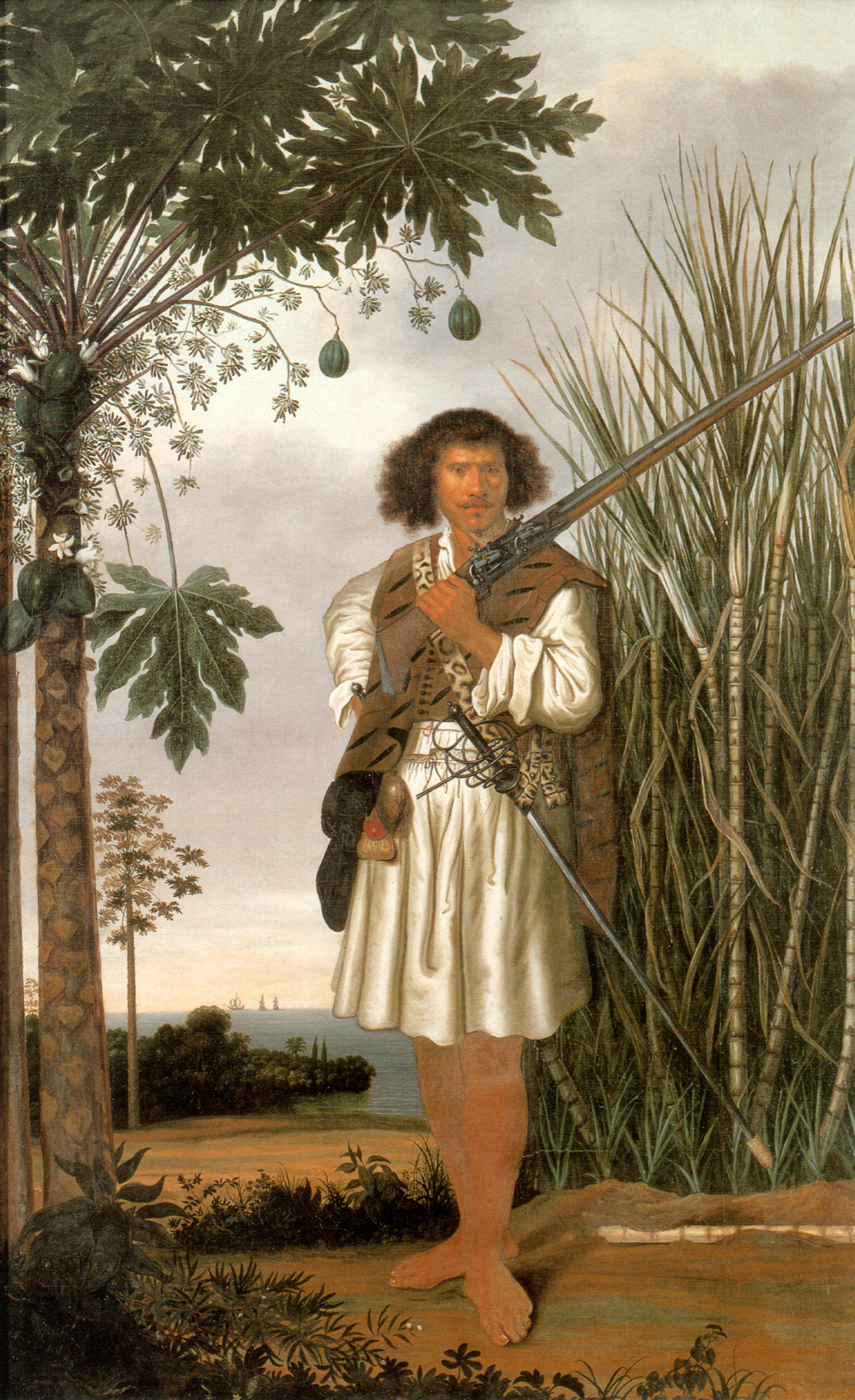
Hombre mestiço con arma y espada bajo un árbol de cacao fructífero, Albert Eckhout, mediados del, Brasil holandés

Mestiço, en el Brasil colonial, se usó inicialmente para referirse a los mamelucos, personas nacidas de una pareja en la que uno era indígena y el otro europeo. Se traduce literalmente como "mameluco", probablemente refiriéndose a las comparaciones ibéricas comunes de personas morenas a africanos del norte (comparando con moreno, "leonado, moreno, bronceado", sino también "color oscuro" o "humano de cabello oscuro", de mouro, "Moro").
El término mameluco cayó en desuso en Brasil y fue reemplazado por el mucho más familiar caboclo (anteriormente caboclo, del tupí ka'abok, "los que vienen de la naturaleza") o cariboca/curiboca (de kari'boka, "qué proviene del hombre blanco "; también podría significar el hijo de un caboclo y una persona blanca, equivalente al castizo español, o el hijo de un caboclo y una persona indígena, equivalente al cholo español), dado que la mayoría Los brasileños, incluso los que viven en aldeas y ciudades ubicuas cristianas, hablaron tupí y las línguas gerais derivadas de Tupi hasta el siglo XVIII, cuando fueron prohibidos por el marqués de Pombal en 1777. Un joven indígena o caboclo sería una  piá, del tupí pyã, "corazón", la forma en que las madres indígenas se referían a sus hijos. Sin embargo, en el Brasil moderno (más particularmente en el sur), esta palabra se convirtió en una jerga general para cualquier niño, independientemente de la raza.
Incluso antes de que el uso de la lengua portuguesa en público se volviera obligatorio para los brasileños, sin embargo, aparecieron otras categorías de mestiço, con la introducción de la esclavitud africana por parte de los portugueses a Brasil y su posterior asimilación, ya sea esclavizada, libre o fugitiva, tanto en asentamientos portugueses y pueblos indígenas, así como la colonización portuguesa de África y Asia.
Un mulato (de mulato) era una persona de ascendencia europea y africana visible simultánea. Un cafuzo, cafuso, cafuz, cafuz, cafuzo, cafúzio, cabo-verde, caburé o caburé (los últimos tres del tupí caá-poré, "habitante del bosque") era una persona de ascendencia amerindia y africana, siendo jíbaro quien fuese un cuarto de amerindio y tres cuartos de africano, y un juçara sería una persona visiblemente tri-racial de ascendencia africana, europea y amerindia mixta (del tupi yi'sara, "palmera", "espinosa(s)", posiblemente por comparación de su fenotipo con las bayas del açaí, producidas por la palmera juçara). Cualquier persona de ascendencia africana mixta podría denominarse cabrocha (lit. "cabra pequeña y joven"; con cabra, "cabra", siendo un sinónimo común de hombre en portugués brasileño, particularmente en el noreste), que inicialmente se refería a un niño pequeño de una persona negra y blanca.
Pardo, la palabra portuguesa para un color marrón claro ("el color de un leopardo", particularmente en el contexto de la tez), evolucionó para significar cualquier persona de raza mestiza visible que no pasaría por ninguna otra raza, a excepción de complexión más clara, que podría ser morenos (si es de pelo oscuro) o sararás (si es de pelo claro, del tupí sara-ra, "pelirrojo"; sin embargo, el sarará evolucionó para significar solo aquellos de ascendencia africana más recientemente).

## Mestiço - Brasil

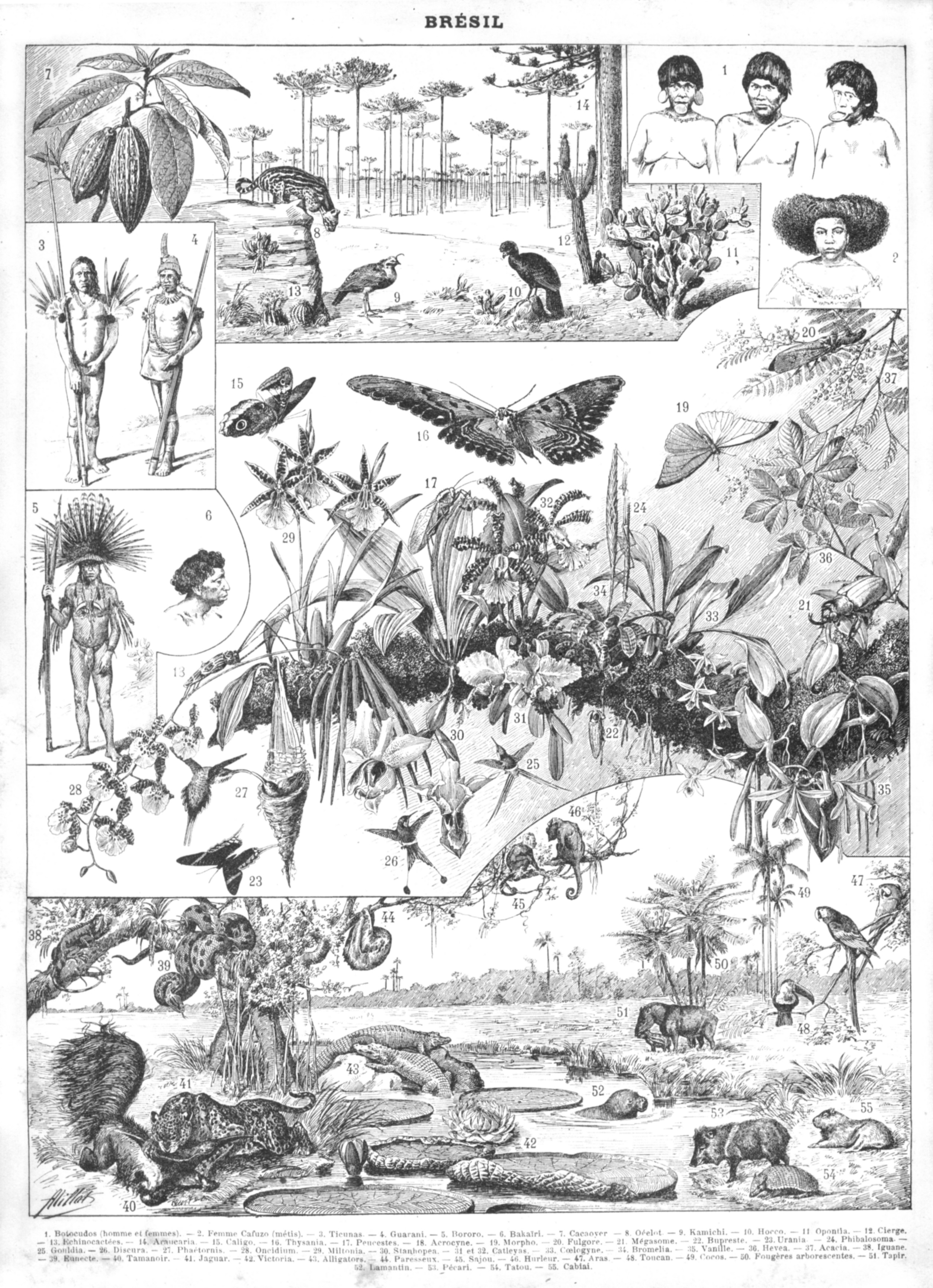
Una imagen que describe Brasil, a finales del, por Nouveau Larousse illustré, en Francia: indios, mestiços, ejemplos de la fauna y flora del país.

En Brasil, la palabra mestiço fue sustituida por "pardo" en el censo de 1890, junto con "caboclo" (marrón), pero luego regresó a "pardo" en los censos subsiguientes.
El término fue y se usa para describir individuos nacidos de cualquier mezcla de diferentes etnias. Principalmente estos individuos suelen tener una mezcla de africanos, nativos americanos y europeos caucásicos, hay grupos específicos como: los de padres europeos/portugueses y nativos americanos se conocen comúnmente como caboclo o, más comúnmente, en el pasado, mameluco. Los individuos de ascendencia europea y africana son descritos como mulatos. Los cafuzos (conocidos como zambos en el idioma español) es la producción de ancestros nativos americanos y africanos. Si alguien tiene una mezcla de los tres, se les conoce como "pardo". Brasil celebra el Día de la Raza Mixta (Dia do Mestiço) (el 27 de junio es una fecha oficial en el estado de Amazonas) para celebrar la unidad racial en la nación, junto con Paraíba y Roraima. El Día del Caboclo (Dia do Caboclo) se celebra el 24 de junio.

## Mestiço - Angola
Los mestiços son principalmente de linajes mixtos, nativos de origen indígena angoleño y/u otros linajes indígenas africanos. Ellos tienden a ser portugueses culturalmente y tener nombres portugueses completos.
Aunque representan aproximadamente el 2% de la población, son el grupo socialmente elitista y racialmente privilegiado del país. Históricamente, los mestiços formaron alianzas sociales y culturales con los colonos portugueses, identificándose posteriormente con los portugueses por encima de sus identidades indígenas. A pesar de su lealtad, el grupo étnico enfrentó adversidad económica y política a manos de la población blanca en tiempos de dificultades económicas para los blancos. Estas acciones llevaron a excluir a los Mestiços de sus beneficios económicos heredados, lo que provocó que el grupo tomara una nueva dirección sociopolítica. Sin embargo, desde los 400 años de presencia portuguesa en el país, el grupo étnico ha mantenido su posición de derecho, que es muy evidente en la jerarquía política, económica y cultural de la actual Angola. Su rango de fenotipos es amplio, con una cantidad de miembros que poseen características físicas cercanas a las de la población indígena no mixta negra. Dado que los mestiços en general están mejor educados que el resto de la población negra indígena, ejercen una influencia desproporcionada en el gobierno respecto a su número.

## Mestiço - Guinea-Bisáu, Cabo Verde
En Guinea-Bisáu el 1% de la población es de ascendencia africana y portuguesa de origen mixto africano. En Cabo Verde, el término mestiço se usa para designar a una persona de ascendencia mixta europea y africana.

## Mestiço - Mozambique
Una minoría de la población de Mozambique es de herencia bantú y portuguesa mixta.

## Mestiço - Santo Tomé y Príncipe
Los mestiços de Santo Tomé y Príncipe son descendientes de colonizadores portugueses y esclavos africanos traídos a las islas portuguesas de Santo Tomé y Príncipe durante los primeros años de asentamiento de Benín, Gabón, la República del Congo, la República Democrática del Congo y Angola (estas personas también son conocidas como filhos da terra o "hijos de la tierra").

## Mestiços - India portuguesa y Ceilán portuguesa
En las colonias portuguesas en la India desde el siglo XVII, el término "castiço" se aplicó a los portugueses nacidos en la India sin ningún tipo de mezcla racial, mientras que el "mestiço" se aplicó a cualquier persona con cualquier antepasado europeo, aunque sea remoto. Los hijos mestiços de hombres portugueses ricos a menudo fueron enviados a Portugal para estudiar. A veces se quedaban allí y establecían familias. Muchos mestizos nacidos en Portugal se convirtieron en destacados políticos, abogados, escritores o celebridades. Alfredo Nobre da Costa, quien fue brevemente primer ministro de Portugal en 1978, fue de ascendencia parcial goana por parte de su padre. Del mismo modo, António Costa, el primer ministro de Portugal desde el 26 de noviembre de 2015, es un cuarto de goano a través de su padre, Orlando da Costa. La presentadora de televisión Catarina Furtado también es de parte india. En Ceilán portugués (Sri Lanka), los nombres Mestiços (en portugués para "población mixta") o Casados  se aplicaron a personas de ascendencia portuguesa mixta y de Sri Lanka (cingalesa y tamil), a partir del siglo XVI. Los lugareños que se convirtieron al cristianismo pero que no tenían sangre europea fueron llamados "indiacatos".